# Libereja: Okhotniki za sokrovisjjami
Libereja: Okhotniki za sokrovisjjami (russisk: Либерея: Охотники за сокровищами) er en russisk spillefilm fra 2022 af Gleb Orlov. 

## Medvirkende
- Tikhon Zhiznevskij som Ilja Arsjinov
- Aleksej Serebrjakov som Arkadij
- Diana Pozjarskaja som Arina Koreneva
- Artjom Tkatjenko som Mks
- Sergej Gazarov som Kuchevskij
- Andrej Trusjin som Igor
- Pavel Gaidutjenko som Sapieha